# Georges Sion
Pour les articles homonymes, voir Sion.
Georges Sion, né le 7 décembre 1913 à Binche et mort le 13 avril 2001, est un dramaturge belge de langue française, membre et secrétaire perpétuel de l'Académie royale de langue et de littérature françaises de Belgique. 

## Biographie
Il fait des études de droit à Louvain, durant lesquelles il s'essaie au journalisme. 
Sa rencontre avec le comédien Claude Étienne qui crée, en 1943, sa pièce La Matrone d'Éphèse pour l'ouverture de son théâtre, le Rideau de Bruxelles, est décisive : il se consacre à l'écriture théâtrale. 

« La Matrone d’Éphèse est une comédie douce-amère, très brillante par le style, dont l’argument, emprunté à La Fontaine notamment, permet à Sion, dans un dialogue étincelant, de ciseler quelques personnages dont les faiblesses sont dessinées avec une acuité bienveillante. Élégance de l’expression, ironie sous-jacente, conception optimiste quoique lucide de l’homme et de ses contradictions : un ton est donné, qui passe d’abord, et très naturellement par le théâtre, mais trouvera bien d’autres exutoires. Sion est appelé, en tant qu’auteur de théâtre, à être l’un des premiers représentants d’une dramaturgie que l’on qualifiera de néo-classique par le traitement limpide et intelligent de ses thèmes, par la clarté maîtrisée de sa langue. On retrouve la même alacrité que celle de La Matrone d’Éphèse dans d’autres comédies, comme La Princesse de Chine ou La Malle de Paméla, où l’on perçoit l’incidence de Mozart. Mais d’autres pièces abordent des registres plus graves, comme son drame historique Charles le Téméraire ou, surtout, Le Voyageur de Forceloup (1951), souvent considéré comme son chef-d’œuvre, qui traite de la prise en charge du mal et de la rédemption, avec une rigueur, une simplicité et une hauteur de vue qui en fait un des sommets du théâtre métaphysique contemporain. Avec Le Voyageur de Forceloup, écrira Sion, il s’agit peut-être « des limites de la charité, et plus probablement des incertitudes de la condition humaine, qui sont plus douloureuses à mesure qu’elles sont moins visibles ». »

— Fiche biographique sur le site web de l'ARLLFB, consulté le 10 juillet 2025
.
Il est également l'adaptateur de nombreuses pièces étrangères anciennes et contemporaines. 
En 1989, l’ensemble de ses pièces et adaptations est publié aux éditions Duculot en un volume de plus de six cents pages.
Critique dramatique au journal La Lanterne, critique littéraire au journal Le Soir, auteurs d'articles dans les hebdomadaires Vrai, Pourquoi pas? et dans la Revue générale dont il assume aussi la direction, il enseigne l'histoire du théâtre aux Conservatoires royaux de Mons et de Bruxelles. 
Il a été président du centre belge de l'Institut international du théâtre pendant plusieurs années ; il a été le membre belge de Académie Goncourt et exercé la présidence de la section francophone belge du Pen Club.
Élu à l'Académie royale de langue et de littérature françaises de Belgique le 13 janvier 1962, il a occupé le fauteuil 25 précédemment et successivement occupé par Jules Destrée, Firmin van den Bosch, Luc Hommel.

## Pièces de théâtre par saisons
Dans l'ordre chronologique des créations, voici la liste des pièces écrites par Georges Sion et dont beaucoup ont été reprises ou recréées au fil des décennies :
- 1942 - 1943 : La Matrone d'Ephèse - mise en scène : Claude Etienne au Rideau de Bruxelles ;
- 1943 - 1944 : Charles le téméraire - mise en scène : Claude Etienne au Rideau de Bruxelles ;
- 1944 - 1945 : L'Arbre de la liberté coécrit avec Henry Soumagne, au Théâtre royal du Parc ;
- 1946 - 1947 : Cher Gonzague ! - mise en scène : Claude Etienne au Rideau de Bruxelles ;
- 1948 - 1949 : Première matinée poétique au Rideau de Bruxelles ;
- 1950 - 1951 : La Princesse de Chine - d'après Carlo Gozzi - mise en scène : Maxane au Théâtre National de Belgique ;
- 1950 - 1951 : Le Voyageur de Forceloup - mise en scène : André Berger au Rideau de Bruxelles ;
- 1955 - 1956 : La Malle de Pamela - mise en scène : Georges Mony au Rideau de Bruxelles ;
- 1962 - 1963 : Le Jeu de Marie de Nivelles - mise en scène : Claude Volter au Rideau de Bruxelles ;
- 1990 - 1991 : Le Prince de Ligne. Mémoire d'un temps perdu - mise en scène : Gérard Le Fur au Théâtre-Poème ;
- 2004 - 2005 : Une Rencontre avec George Sand avec Alain Duault - mise en scène : Jean-Louis Martin-Barbaz ;
- 2012 - 2013 : Hors-la-loi avec Régis Duqué, Jérôme Nayer - mise en scène : Jérôme Nayer - scénographie : Charlotte Bernard au Théâtre des Chardons - Atelier 210 - Communauté française - Service du Théâtre (C.A.P.T.).

## Adaptations théâtrales par saisons
Dans l'ordre chronologique des créations, voici la liste des adaptations réalisées par Georges Sion et dont beaucoup ont été reprises ou recréées au fil des décennies :
- 1947 - 1948 : Le Songe d'une nuit d'été de William Shakespeare - mise en scène : Raymond Gérôme au Rideau de Bruxelles ;
- 1953 - 1954 : Le Carrousel, adaptation avec Germaine Polyte de Massimo Dursi (it) - mise en scène : Werner Degan au Rideau de Bruxelles ;
- 1954 - 1955 : La Tour sur le poulailler, adaptation avec Germaine Polyte de Vittorio Calvino (it) - Mise en scène : André Berger au Rideau de Bruxelles ;
- 1957 - 1958 : Le Manoir de Thomas Wolfe - mise en scène : Jacques Huisman au Théâtre National de Belgique ;
- 1961 - 1962 : La Demoiselle à la cruche de Lope de Vega - mise en scène : Julien Bertheau au Rideau de Bruxelles ;
- 1961 - 1962 : La Mégère apprivoisée de William Shakespeare - mise en scène : Julien Bertheau à la Compagnie des Galeries ;
- 1961 - 1962 : Un homme pour toutes les saisons de Robert Bolt - mise en scène : Jacques Huisman au Théâtre National de Belgique ;
- 1963 - 1964 : Peines d'amour perdues de William Shakespeare - mise en scène : Pierre Laroche au Rideau de Bruxelles ;
- 1963 - 1964 : Volpone de Ben Jonson - mise en scène : Jo Dua à la Compagnie des Galeries ;
- 1964 - 1965 : La Célestine de Fernando de Rojas - mise en scène : Luis Escobar Kirkpatrick (en), traduction: Luis Escobar, Huberto Pérez de la Osa au Théâtre Royal du Parc ;
- 1964 - 1965 : Olympia de Ferenc Molnar - mise en scène : Axel Corti au Théâtre National de Belgique ;
- 1964 - 1965 : Ordet (Le Verbe) de Kaj Munk - mise en scène : Georges Vandéric au Théâtre de l'Alliance ;
- 1966 - 1967 : Miss Trelawny of the Wells de Arthur Wing Pinero - mise en scène : Adrian Brine - à la R.T.B. / Rideau de Bruxelles ;
- 1967 - 1968 : Miss Trelawny Of The "wells" de Arthur Wing Pinero - mise en scène : Adrian Brine - Scénographie: Jacques Van Nerom ;
- 1970 - 1971 : Norma de Alun Owen - mise en scène : Jacques Joël à la Compagnie des Galeries ;
- 1973 - 1974 : La Carte forcée (Hobson's Choise) de Harold Brighouse (en) - mise en scène : Bernard Goss au Théâtre National de Belgique ;
- 1974 - 1975 : Mon cher amour de Jerome Kilty (en) - mise en scène : Jacques Joël à la Compagnie des Galeries ;
- 1975 - 1976 : Les Rayons qui Chantent de Stewart Parker (en) - musique : Jimmy Kennedy - mise en scène : Bernard Goss ;
- 1975 - 1976 : Un Homme pour toutes les saisons de Robert Bolt - mise en scène : Marcelle Dambremont - Scénographie: Jean-Loup Walraet au Théâtre de l'Ancre ;
- 1977 - 1978 : Les Joyeuses commères de Windsor de William Shakespeare - mise en scène : Adrian Brine au Théâtre Royal du Parc ;
- 1978 - 1979 : Madame Filumena de Eduardo De Filippo - mise en scène : Jacques Joël à la Compagnie des Galeries ;
- 1981 - 1982 : Cléopâtre de Carlos de Aguirre Lugo, Dominique Rolin, Georges Sion, Liliane Wouters - mise en scène : Albert-André Lheureux - Scénographie: Christian Halkin au Théâtre de l'Esprit Frappeur ;
- 1983 - 1984 : Doubles-Mixtes de Alan Ayckbourn, John Bowen, Lyndon Brook, David Campton (en), Harold Pinter, James Saunders, Fay Weldon - Adaptation de Charles Bertin, Louis Boxus, Aimé Declercq, Jacques Joël, Frédéric Latin, Jean Mogin, Alun Owen, Jean Sigrid et Georges Sion - mise en scène : Jacques Joël - scénographie : Raymond Renard à la Compagnie des Galeries ;
- 2003 - 2004 : Olympia de Ferenc Molnar - mise en scène : Pierre Dumaine au Théâtre des Sources - Festival de Théâtre de Spa ;
- 1983 - 1984 : Norma de Alun Owen - mise en scène : Jacques Joël à la Compagnie des Galeries.

## Livrets de ballets
- 1966 - 1967 : La Reine des fées d'après William Shakespeare - chorégraphie : Boris Tonin, Hanna Voos - musique : Henry Purcell - mise en scène : Henri Chanal - scénographie : Serge Creuz - Opéra Royal de Wallonie - Ballet de Wallonie
- 1970 - 1971 : Dream - chorégraphie : Michael Holmes - musique : Grant Hossak - mise en scène : Jean-Marc Landier - Ballet de Wallonie / Ballet des Flandres
- 1970 - 1971 : La Reine des Fées - chorégraphie : Alexander Bennett (dancer) (en) - musique : Henry Purcell - mise en scène : Jean-Marc Landier - Ballet de Wallonie

## Autres œuvres
Outre ses multiples communications à l'Académie, sur les sujets les plus variés « du Prince de Ligne à Tennessee Williams, en passant par Paul Claudel ou La Fontaine », on lui doit : 
- 1951 - Voyage aux quatre coins du Congo
- 1956 - Puisque chacun a son Amérique
- 1967 - Six villes, une Europe

## Distinctions
- L’Académie française lui décerne le prix de la langue-française en 1975.
- Il est anobli en 1989, avec le titre de baron.